# Zeratul
Zeratul é um dos personagens centrais da série StarCraft. Aos 635 anos (nascido em 1865, de acordo com Matt Cohen) e possuindo o rank de prelate, Zeratul é um membro dos Nerazim, mais conhecidos como dark templars, cujos antepassados foram exilados do mundo natal dos Protoss, Aiur, mais de mil anos atrás, por se recusarem a se submeter ao Khala. Renomado assassino e guerreiro psiônico, ele foi descrito pela GameSpot como um "salvador" e "bode expiatório" para o seu povo, ficando na sua lista de 10 melhores heróis. Durante os episódios finais, ele participa da derrota do Overmind em Aiur e da reunião dos dark templars com o resto do seu povo. Zeratul foi dublado por Jack Ritschel em StarCraft e Brood War. Na versão americana de StarCraft II, Fred Tatasciore fez a dublagem, e Mauro Castro foi o responsável por sua voz na versão brasileira.

## Personagem
O personagem de Zeratul foi criado por Chris Metzen, da Blizzard Entertainment, com arte conceitual produzida por outros artistas da Blizzard, como Samwise Didier. Ele é descrito como um guerreiro das sombras cujos poderes são muito respeitados dentro do universo do jogo, capaz de assassinar poderosos oponentes, tendo pessoalmente derrotado diversos cerebrates Zergs, e até mesmo o segundo Overmind. Zeratul chegou a afirmar: "Eu viajei na escuridão entre as estrelas mais distantes. Contemplei os nascimentos de sóis negativos e fui testemunha viva da entropia de todas as realidades...", demonstrando a riqueza e profundidade de seu conhecimento, que é maior do que a da maioria dos outros personagens no StarCraft.
Chris Metzen mencionou que Ritschel faleceu durante o desenvolvimento do jogo, e então Fred Tatasciore entrou em seu lugar como novo dublador. Tatasciore descreveu Zeratul como um personagem incrível, um Darth Vader que investe muito na sobrevivência das coisas, e um dos melhores personagens que ele já dublou. A GameSpot descreveu todos os personagens da série StarCraft como "tridimensionais, cheios de personalidade e complexidade", e então comentou: "E mesmo dentro desse elenco cheio de estrelas, é Zeratul quem se destaca como o mais nobre dos heróis, apesar de estar envolto em um manto de mistério e indiferença".

## Atributos

### Personalidade
Um personagem reservado e calculista, Zeratul é um venerável e sábio líder que é leal e honorável à sua espécie. Ele arriscaria qualquer coisa para proteger Aiur. Durante a Grande Guerra, Zeratul se aliou ao Khalai Tassadar, apesar de seu ódio pelo Conclave Protoss, que havia banido seus antepassados. Durante os eventos que levaram à evacuação de Aiur, ele também convenceu o Khalai Protoss de que seus irmãos, os dark templars, receberiam os seus irmãos afastados no seu mundo de Shakuras, em contraste com as atitudes consistentemente hostis que o Conclave demonstrava contra seu povo. Apesar de ser desprezado pelo próprio povo que o busca atrás de ajuda, ele sabe o que deve ser feito para salvar o universo, e deve liderar seu povo à salvação. Ele também é descrito como paciente, tolerante e clarividente: quando Zeratul conhece Tassadar, ele recusou em se ofender, mesmo sendo atacado pelo comandante Protoss, e até tenta ensinar Tassadar sobre as artes de combate (enquanto evitava ser atingido). Eventualmente, Zeratul venceu o preconceito de Tassadar, começando a apagar as diferenças entre o Khalai e os Dark Templars. Os dois líderes (e Jim Raynor) chegam a um acordo, juntam suas forças e se escondem dos Zergs. Ele geralmente fala em charadas, preferindo que os outros cheguem às suas próprias respostas para as perguntas que faz, ao invés de respondê-las pessoalmente.

## Representação
Descrito como um "guerreiro das trevas que defende a luz", a GameSpot fez uma analogia de Zeratul como um Darth Vader que "luta ao lado dos Rebeldes". Ele é geralmente representado com um pano sobre sua face (apesar de que, como todos os Protoss, ele não possui boca), e armado com a tradicional arma dos dark templarss, uma arma de energia psiônica, "warp blade", que é similar aos sabres de luz de Star Wars. Os olhos de Zeratul brilham em diferentes cores: verde, vermelho e amarelo. Em previews de StarCraft II, seus olhos sempre foram verdes.
Zeratul também é representado como um personagem trágico e obscuro, tendo vivenciado diversos e terríveis problemas pessoais. Quando ele pessoalmente exterminou o cerebrate Zasz, Zeratul se conectou momentâneamente com o Overmind. Ele passou a conhecer grande parte dos planos do Overmind, mas em troca entregou a localização de Aiur, e assim as sementes da destruição do planeta foram plantadas. Além disso, Zeratul veio a ser descrito como um nêmesis da rainha das Lâminas, Sarah Kerrigan. Eles compartilham várias histórias, com Zeratul sendo manipulado e traído por ela mais de uma vez, enquanto ela destruía o restante dos cerebrates Zergs de maneira a assumir o controle do enxame, após a morte do Overmind. Eventualmente, ela o forçou a cometer um ato de extrema desonra, matando a matriarca dos dark templars, Raszagal (ela o agradeceu enquanto morria, mas ele continuou traumatizado e carregando um sentimento de culpa).

## Aparições

### StarCraft
Zeratul é introduzido no curso do segundo episódio de StarCraft, no qual ele usa uma distração causada por Tassadar para assassinar o cerebrate Zasz, em Char. acidentalmente revelando a localização de Aiur para o Overmind durante o processo. Enquanto em Char, ele faz amizade com Tassadar e Jim Raynor, ensinando Tassadar como utilizar os poderes dos dark templars em conjunto com os da Khala. Mais tarde, no terceiro episódio, ele e um grupo de dark templars acompanham Tassadar de volta à Aiur para ajudar os Protoss, mas são caçados por Aldaris e o Conclave como hereges. Apesar disso, ele consegue libertar Tassadar da prisão do Conclave e, com ajuda das forças de Fenix, pessoalmente elimina dois importantes cerebrates da defesa principal do Overmind. Zeratul então participa da batalha final do StarCraft, que resulta nas mortes do Overmind e Tassadar.

### StarCraft: Brood War
Possuindo um papel mais importante no Brood War, Zeratul e Aldaris formam uma trégua e juntos lideram os sobreviventes do Khalai Protoss ao mundo dos dark templars, Shakuras. Perseguidos pelos Zergs, os sobreviventes Khalai se refugiam entre os dark templars, enquanto Zeratul retoma sua posição como comandante de suas frotas. A matriarca dos dark templars, Raszagal, insiste que o jogador (comandando o Executor novamente), Artanis e Aldaris a coletarem dois cristais sagrados que podem limpar a infestação Zerg do planeta. Durante esse período, Kerrigan aparece e sugere uma aliança. Apesar dos Protoss estarem relutantes em acreditar na sua palavra, eles permitem que Kerrigan os acompanhe. Aldaris, furioso por essa decisão, fica para trás. Depois que é descoberto que há Zergs em Shakuras, Zeratul planeja com seus compatriotas Artanis, Raszagal e Aldaris de ativar o templo Xel'Naga, que destruiria a infestação da superfície. Com ajuda de Kerrigan, eles conseguem recuperar os cristais necessários para ativar o templo, mas não antes dos verdadeiros motivos de Kerrigan serem revelados e Aldaris ser morto.
Nas missões finais do sexto episódio, Kerrigan usa Raszagal para chantagear Zeratul à eliminar o novo Overmind em Char. A aliança entre Zergs e Protoss foi bem sucedida, Zeratul pessoalmente elimina o Overmind, e então exige o retorno da matriarca. Entretanto, Raszagal recusa retornar, e é revelado que ela estava sob controle mental de Kerrigan. Zeratul resgata a matriarca e tenta fugir de Char e retornar à Shakuras através de um portal dimensional, mas é perseguido pelas forças de Kerrigan. Os Zergs eventualmente vencem suas forças, e percebendo que não há escapatória e angustiado pela compreensão do fato de que o dano na mente de Raszagal não pode ser desfeito, Zeratul mata a matriarca. Em seus pensamentos finais, Raszagal agradece e diz a Zeratul que ele é o novo líder do seu povo, mesmo assim, Zeratul se sente incrivelmente culpado e incapaz de aceitar a liderança. Kerrigan, surpresa, permite que Zeratul e seus sobreviventes fujam, mas não antes de lembrá-lo que ela sentia um prazer sádico em vê-lo viver com a culpa da morte da matriarca em sua consciência. Na missão secreta "Dark Origin" Zeratul encontra uma instalação de engenharia, enquanto procura por Artanis, e aprende sobre um híbrido Protoss/Zerg que está sendo criado por Samir Duran. Zeratul, perturbado com esse conhecimento, entra em exílio com apenas alguns seguidores, e vaga pela galáxia em busca de respostas.

### StarCraft II: Wings of Liberty
Quatro anos após matar Raszagal, uma experiência que "marcou sua alma", Zeratul se aventurou pelas estrelas em sua nave, procurando por pistas para confirmar o "evento cósmico" sobre o qual Samir Duran havia lhe contado, além de buscar entender que tipo de criatura era Duran. Ele também encontraria sua velha inimiga, a Rainha das Lâminas, enquanto explorava as ruínas de um mundo pouco iluminado. Sua história de inimizade sofreria uma mudança inesperada, já que mais tarde lhe foi revelado que em face de uma ameaça maior, a Rainha das Lâminas deveria ser poupada, apesar de suas maldades, e que pouco tempo restava para se preparar para a iminente catástrofe, ou de outra maneira tudo estaria perdido.
Zeratul aparece em sua própria mini-campanha no StarCraft II: Wings of Liberty, centralizada na "ameaça maior". Zeratul também aparecerá no terceiro e último produto de StarCraft II, ao lado de Artanis na campanha dos Protoss, o episódio chamado "Legacy of the Void".

### Outras aparições
Zeratul apareceu no livro Queen of Blades, uma novelização do Episódio II, que mostra como ele encontra Tassadar e Jim Raynor. Ele também é o personagem principal da campanha bônus Enslavers: Dark Vengeance, na qual ele trabalha para arruinar os planos de Ulrezaj. Zeratul também aparece em Twilight, a terceira edição da série The Dark Templar Saga, onde ele encontra e ajuda Jake Ramsey, um arqueologista Terrano que carrega a mente de Zamara, uma preserver Protoss, em seu cérebro. Perseguido por múltiplas forças inimigas, eles viajam juntos para Alys'aril, na lua de Ehlna, onde Zamara compartilha com Zeratul a localização do templo Xel'Naga com a energia de uma criatura ainda viva lá dentro.